# Bobby Pulido
Jose Roberto Pulido Jr. (né le 25 avril 1971), connu professionnellement sous le nom de Bobby Pulido, est un chanteur, auteur-compositeur, guitariste et acteur américain. Il est reconnu pour avoir fait découvrir la musique tejano à un public jeune et est devenu une idole des adolescents et l'un des artistes tejano les plus influents parmi les adolescents mexicano-américains.
Pulido a fait ses débuts sur la scène musicale en 1995 en tant que chanteur principal de son groupe éponyme. La même année, il signe un contrat d'enregistrement avec EMI Latin et sort son premier album, Desvelado (en). L'album a atteint la neuvième place du classement Billboard Top Latin Albums des États-Unis et la troisième place du classement Billboard Regional Mexican Albums des États-Unis. Il a été certifié platine par la Recording Industry Association of America (RIAA), pour des ventes de 100 000 unités. La chanson-titre de Desvelado a lancé Pulido en tant que musicien tejano populaire, mais il a été critiqué par des musiciens vétérans, qui pensaient qu'il avait réussi dans le genre grâce à la carrière musicale bien établie de son père Roberto Pulido.
Enséñame (1996), qui a atteint la deuxième place du classement Billboard des albums mexicains régionaux, a valu à Pulido une nomination pour le Tejano Music Award de l'artiste masculin de l'année et le Lo Nuestro Award du nouvel artiste mexicain régional de l'année. En 1998, il s'est produit à guichets fermés à l'Auditorio Coca-Cola (en) de Monterrey, devenant ainsi le premier musicien tejano à le faire. Il est également devenu le plus jeune lauréat de l'Orgullo de la Frontera décerné par les Fiestas Mexicanas en février 1999. En 2000, la popularité de la musique tejano est en déclin, ce qui fait que les albums suivants de Pulido ne figurent dans aucun classement. Malgré cela, il a remporté en 1998 le titre d'artiste masculin de l'année, qu'il a remporté trois fois de suite.
En 2003, Pulido a fait ses débuts d'acteur en jouant dans le téléfilm La decada furiosa. Il est également apparu dans les telenovelas Fuego en la sangre et Qué pobres tan ricos. Son album Enfermo de amor (2007) n'a pas eu de succès commercial et il a fait une pause de trois ans. Pulido est revenu à la musique en mars 2010 et a sorti un album intitulé Dias de ayer ; il est également revenu au cinéma et a joué dans le film Noches con Platanito. En dehors de la musique et du cinéma, Pulido a épousé Eliza Anzaldua en juillet 1996. Il a demandé le divorce en septembre 2013, après avoir eu trois fils avec Anzaldua.

## Carrière

### 1971-94: jeunesse et débuts
Jose Roberto Pulido Jr. est né le 25 avril 1971 à Edinburg, au Texas. Il est le plus jeune enfant de Roberto Pulido, un chanteur de musique tejano primé, et de Diana Montes, fille du musicien tejano Mario Montes. Connu sous le nom de Bobby Pulido, il a fréquenté le lycée d'Edinburg et a rejoint le groupe mariachi de l'école avant de rejoindre le groupe de son père, Los Clásicos, en tant que saxophoniste et choriste. En 1994, EMI Latin a sorti un album de compilation intitulé Branding Icons, dans lequel on retrouve Pulido avec son père sur la chanson Contigo. Pulido a été accepté à l'université St. Mary's, où il a étudié la gestion commerciale comme matière principale. Après la sortie de l'album en 1994, il a décidé de quitter l'université et de poursuivre une carrière de chanteur sur le marché tejano, pendant ce qui est maintenant connu comme l'âge d'or du genre.

### 1995-99: succès commercial
Pulido a monté son propre groupe avec le guitariste Gilbert Trejo, le bassiste Mike Fox, le batteur et cousin Jimmy Montes, le claviériste Rey Gutierrez et Frank Caballero comme accordéoniste. Au début, Pulido a reçu des critiques de la part de musiciens tejano chevronnés, qui pensaient que le chanteur « profitait de la réputation durement acquise » par la carrière musicale de son père. En mai 1995, Pulido signe un contrat d'enregistrement avec EMI Latin et sort son premier album Desvelado (en) en septembre,. José Behar, alors président d'EMI Latin, a déclaré à Billboard que la société avait de grands espoirs pour le chanteur sur le marché de la musique country. Son premier single No se por que a atteint la 33e place du classement Billboard Hot Latin Tracks en décembre 1995. Desvelado a débuté à la 44e place du classement des meilleurs albums latins du Billboard des États-Unis, la chanson-titre a été le deuxième single publié et a débuté à la 21e place du classement des meilleurs titres latins du Billboard des États-Unis dans la semaine du 3 février 1996, et Pulido est devenu un artiste populaire de l'enregistrement tejano. En avril 1996, l'album se classe à la neuvième place du Top Latin Albums et à la troisième place du Billboard Regional Mexican Albums. John Lannert du magazine Billboard a qualifié la position de Pulido d'impressionnante et a déclaré que le chanteur était un artiste en pleine ascension. L'album a été certifié platine par la Recording Industry Association of America (RIAA) la même année, ce qui signifie qu'il a été vendu à 100 000 exemplaires aux États-Unis. Pulido a terminé l'année 1996 en tant que huitième artiste mexicain régional le plus vendu et Desvelado a terminé l'année en tant que onzième album mexicain régional le plus vendu. L'album a atteint des ventes de 100 000 unités à la fin de 1999. Aux Tejano Music Awards de 1996, Pulido a obtenu la première place ex-aequo avec Eddie Gonzales pour le prix du meilleur nouvel artiste masculin tejano.
En juillet 1996, Pulido épouse Eliza Anzaldua et fait une courte pause dans sa carrière. Il a continué à promouvoir son deuxième album studio Enséñame, qui est sorti un mois après son mariage. Billboard l'a qualifié de ranchera entraînante et de cumbia contagieuse, et a déclaré qu'il pensait que Pulido avait l'intention de suivre Emilio Navaira (en), qui voulait passer de l'autre côté et devenir un artiste de musique country. Ramiro Burr du San Antonio Express-News a déclaré que la voix de Pulido s'était beaucoup améliorée par rapport à son travail précédent. Enséñame a atteint la dixième place du classement américain Billboard Top Latin Albums et la deuxième place du classement américain Billboard Regional Mexican Albums. Il a également produit trois titres qui se sont classés dans le top 20 du Regional Mexican Airplay : Enséñame, Se murió de amor et La rosa. L'album a valu à Pulido une nomination pour le Tejano Music Award de l'artiste masculin de l'année et le Lo Nuestro Award du nouvel artiste régional mexicain de l'année,. Pulido, ainsi que la chanteuse mexicaine Graciela Beltrán (en), le quintette urbain américain Barrio Boyzz, les musiciens tejano Emilio Navaira, Pete Astudillo et Jennifer Peña ont enregistré Viviras Selena pour la bande originale du film biographique de 1997 sur Selena, qui était appelée la reine de la musique tejano et qui a été tuée en mars 1995,. En 1997, on attribue à Pulido le mérite d'avoir fait découvrir la musique tejano à un public beaucoup plus jeune aux États-Unis, parmi d'autres novices de la musique tejano.
En 1998, Pulido a sorti son troisième album studio Llegaste a mi vida, qui a atteint la deuxième place du classement des albums mexicains régionaux et la onzième place du classement des meilleurs albums latins. Le seul single à figurer dans le classement des singles latins, Pedire, a atteint la 28e place du classement Hot Latin Tracks. L'album de Pulido a remporté cinq des douze nominations aux Tejano Music Awards de 1998 ; il a remporté le titre de chanteur masculin de l'année, celui d'artiste masculin de l'année, celui de chanson tejano crossover de l'année pour ¿Dónde Estás ? et celui d'album tejano de l'année. La même année, Desvelado et Llegaste a mi vida se vendent chacun à 100 000 exemplaires au Mexique — une étape sans précédent pour le chanteur. En septembre 1998, Pulido sort son premier album live En Vivo : Desde Monterrey Mexico, qui a été enregistré le 24 avril 1998. L'album est devenu le quatrième enregistrement du chanteur à figurer parmi les dix premiers aux États-Unis et a atteint la 21e place du classement des meilleurs albums latins. Lors d'un concert à guichets fermés à l'Auditorio Coca-Cola (en) de Monterrey, devenant ainsi le premier musicien de groupe tejano à le faire. En mars 1999, il a sorti son quatrième album studio, El cazador, qui a produit le single Cantarle a ella, qui s'est classé aux trente premières places du Regional Mexican Airplay. Pulido est devenu le plus jeune lauréat à recevoir l'Orgullo de la Frontera des Fiestas Mexicanas en février 1999. Lors d'une interview en avril 1999, Pulido a exprimé son intérêt pour l'enregistrement d'un album de pop latine et a déclaré qu'il n'était pas intéressé par l'enregistrement d'albums en langue anglaise.

### 2000-09: déclin
En 2000, on pensait que la popularité déclinante de la musique tejano s'était rétablie, mais ce ne fut pas le cas ; les critiques musicaux pensaient que les artistes tejano vétérans tels que Emilio Navaira, Selena, Mazz (en), Michael Salgado (en) et Pulido dominaient les ondes aux États-Unis et que les chanteurs de la vieille école n'étaient pas en mesure de rivaliser. Cette année-là, Pulido est devenu l'idole des adolescentes mexicaines américaines et l'un des artistes tejano les plus influents auprès de cette même population. En mars 2000, il a sorti Zona de peligro, qui a eu moins de succès que ses précédents albums, atteignant la 48e place du classement des meilleurs albums latinos. Aucun de ses singles n'a connu de succès commercial, mais Pulido a remporté le Tejano Music Award de l'artiste masculin de l'année, sa troisième victoire consécutive. Selon le musicologue Guadalupe San Miguel, les musiciens tejano de la fin du XXe siècle et du début du XXIe siècle ne se distinguent pas les uns des autres. Pulido a sorti son sixième album studio, Siempre pensando en ti, en mars 2001 ; il n'a pas eu de succès commercial et s'est classé à la 50e place du Top Latin Albums. L'album est le dernier enregistrement de Pulido à figurer dans un classement du Billboard. En 2002, Pulido a organisé le Celebrity Golf Classic, un événement caritatif qui a permis de récolter 50 000 dollars pour le programme Easter Seals. Le maire de McAllen, Leo Montalvo, a annoncé lors de l'événement que le 2 novembre 2002 serait la « Journée Bobby Pulido ».
En juin de la même année, Pulido a sorti un album éponyme intitulé Bobby, qui a donné naissance au single Vanidosa, classé au top 40 des ventes aux États-Unis, mais qui n'a figuré dans aucun classement musical et qui a été son dernier single. Il a enregistré une reprise du single de 1999 du chanteur mexicain Juan Gabriel Se me olvidó otra vez (en), qui a été incluse dans Bobby. Ses albums suivants, Montame (2003) et Vive (2005), n'ont pas réussi à se classer, mettant fin à ses huit années de présence au Billboard. En 2003, Pulido a fait ses débuts d'acteur dans le téléfilm La Decada Furiosa, dans lequel il jouait son propre rôle. Deux ans plus tard, il est apparu en tant qu'invité dans l'émission de télé-réalité Big Brother México. Pulido a interprété et enregistré Ya Ves pour le concert hommage télévisé en direct Selena ¡VIVE ! en avril 2005. Son album suivant, Enfermo de Amor, est sorti en août 2007. Le rédacteur en chef d'AllMusic, Evan Gutierrez, a complimenté l'utilisation par Pulido du mélange des genres sans « [pousser] l'enveloppe très loin », et a déclaré que l'album « sonne frais plutôt que répétitif ». Il a qualifié la chanson titre de « valseuse », Una más d'enregistrement roots rock, et Desvelado acústico de chanson pop latine « acoustique sophistiquée ». Cependant, Gutierrez a déclaré que l'album présentait des lacunes et que sa qualité de production n'était « pas tout à fait au top ». Après la sortie de l'album, Pulido a joué dans trois épisodes de la série telenovela Fuego en la sangre, dans son propre rôle.

### Depuis 2010: retour

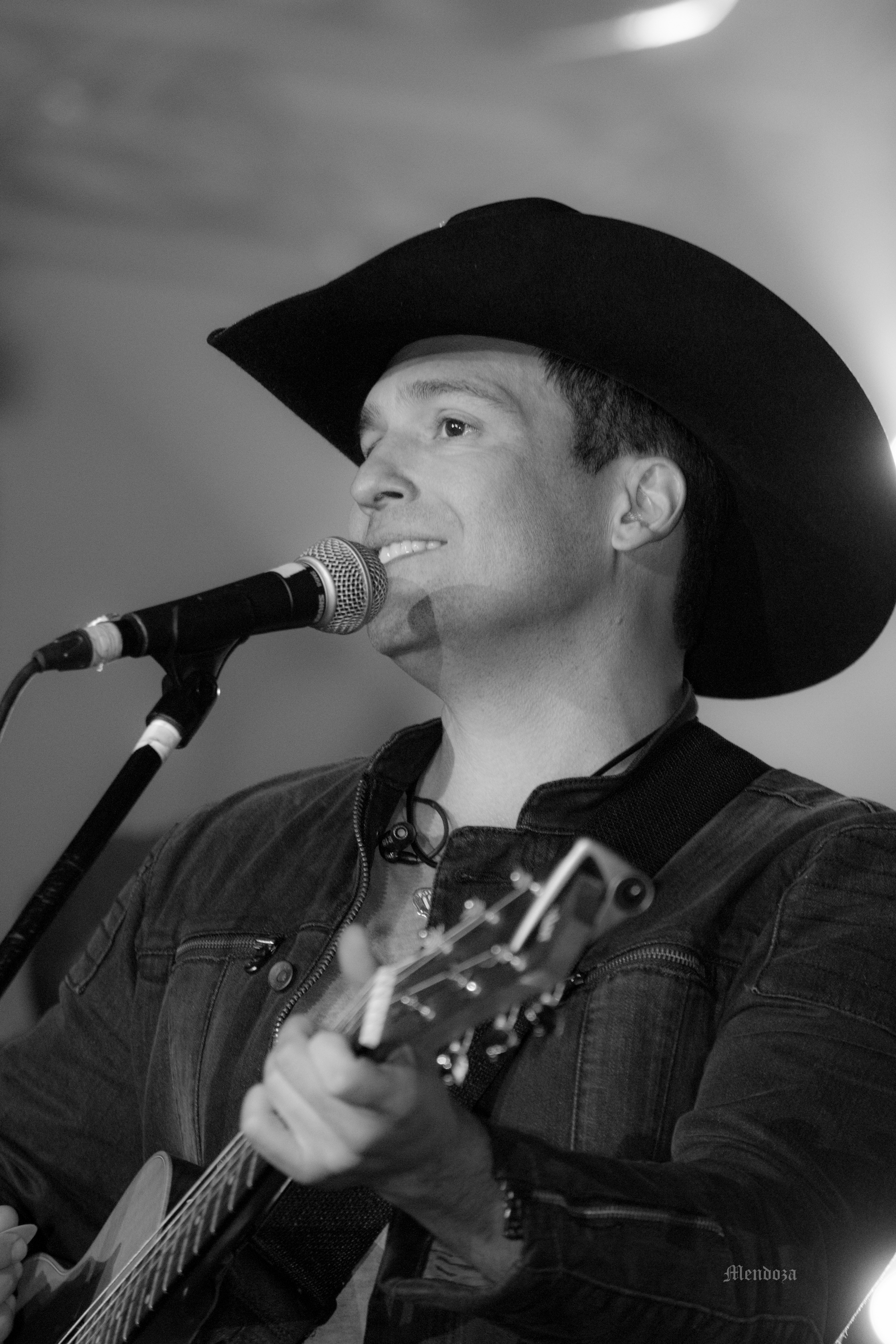
Bobby Pulido au Laredo Coliseum en février 2016.

Pulido est revenu à l'enregistrement de musique en 2010 et a sorti Dias de ayer en mars de la même année. L'album a valu à Pulido une nomination au Tejano Music Award pour le chanteur de l'année, pour la première fois depuis 2003. Deux ans plus tard, il a sorti Lo Mio, son premier album sur Apodaca Records. En 2013, Pulido a enregistré avec l'ancien chanteur d'Aventura Henry Santos (en), la chanson de Santos No sé vivir sin tí. La même année, Pulido est revenu à la comédie et a joué en tant que guest-star dans deux épisodes de la telenovela Noches con Platanito (2013-2015). En 2014, il a décroché un rôle régulier et mineur dans son propre rôle dans la telenovela Qué pobres tan ricos. En novembre 2015, Pulido a publié No es como tú, un titre de son douzième album studio, Hoy. L'album est le premier de Pulido en tant que seul auteur-compositeur pour l'un de ses albums. Pulido a déclaré au journal mexicain Publimetro que Hoy sera publié comme un plan stratégique pour « aider à combattre la guerre » sur la consommation de musique physique ; il est contre l'ère numérique du téléchargement et du streaming de musique sur le marché populaire. L'album devait être publié uniquement sur les réseaux sociaux de Pulido pour lutter contre le piratage. Lors d'un concert en mai 2016, Pulido a interprété Si no te hubiera conocido, une chanson qu'il a enregistrée avec Miguel Luna et qui a été mise de côté et oubliée au cours de sa carrière.

## Vie privée
Pulido a épousé Eliza Anzaldua en juillet 1996. Ils ont eu trois fils : Remy Pulido (né en 1996), Darian Pulido (né en 1998) et Trey Pulido (né en 2005). Cependant, Pulido a demandé le divorce en septembre 2013, après 17 ans de mariage et quatre mois de séparation. Il a épousé Mariana Morales en novembre 2018 et son quatrième fils Rodrigo Pulido est né en décembre 2019.Il réside actuellement à Miami, en Floride, et aime faire du sport, manger sainement et jouer au golf ; son passe-temps favori est de jouer de la guitare et il trouve la composition de chansons thérapeutique.
Au cours de sa carrière musicale, les fans de Pulido se sont interrogés sur sa sexualité ; il a déclaré qu'il n'est pas homosexuel mais les rumeurs selon lesquelles il aurait couché avec des hommes continuent de circuler. Pulido a parlé à un journal télévisé mexicain en 2013, et a dit aux téléspectateurs qu'il est hétéro et qu'il a des fans gays, ce qui, selon lui, ne le concerne pas. En avril 2010, des médias ont interrogé Pulido après la publication d'un clip dans lequel il joue un homme gay stéréotypé ; le chanteur a déclaré qu'il voulait « essayer quelque chose de différent [dans ses clips] » et a défendu ses partisans gays, affirmant qu'il n'a rien contre la communauté LGBT. Après que le chanteur pop portoricain Ricky Martin a annoncé publiquement son homosexualité, Pulido a défendu le choix de Martin, en disant « il vit ses rêves ».
Pulido a été un adversaire déclaré du président républicain des États-Unis, Donald Trump. Sur son compte Instagram, Pulido a téléchargé une photo de lui-même en train d'uriner sur l'étoile de Trump sur le Hollywood Walk of Fame.

## Discographie
- Desvelado (1995)
- Enséñame (1996)
- Llegaste A Mi Vida (1997)
- El Cazador (1999)
- Zona de Peligro (2000)
- Siempre Pensando En Ti (2001)
- Bobby (2002)
- Móntame (2003)
- Vive (2005)
- Enfermo De Amor (2007)
- Dias De Ayer (2010)
- Lo Mio  (2012)
- Hoy (2016)